# Iasenkî, Lîpoveț
Iasenkî (în ucraineană Ясенки) este un sat în comuna Lukașivka din raionul Lîpoveț, regiunea Vinnița, Ucraina.

## Demografie
Componența lingvistică a localității Iasenkî
     Ucraineană (99,23%)
     Alte limbi (0,77%)
Conform recensământului din 2001, majoritatea populației localității Iasenkî era vorbitoare de ucraineană (99,23%), existând în minoritate și vorbitori de alte limbi.

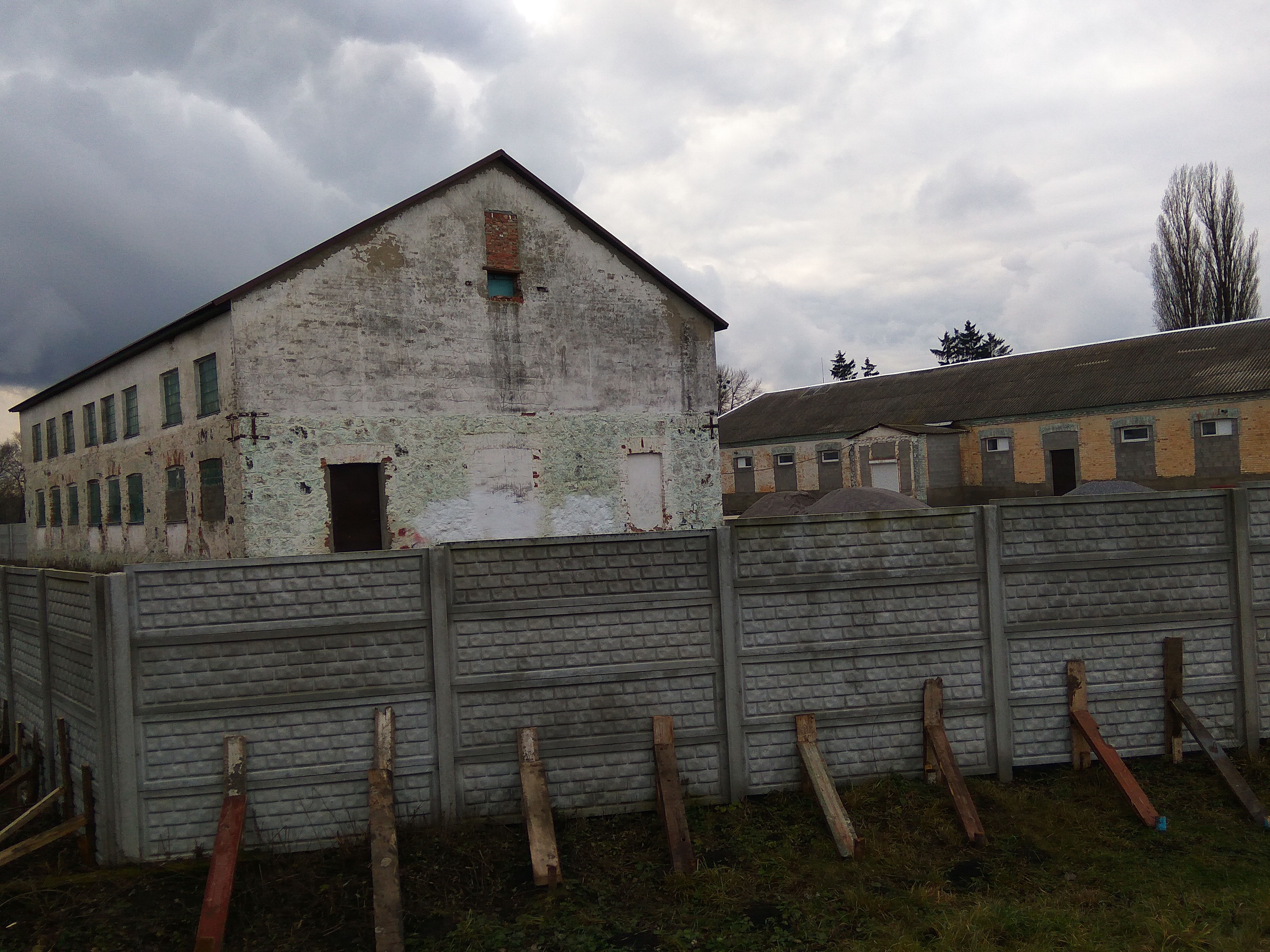
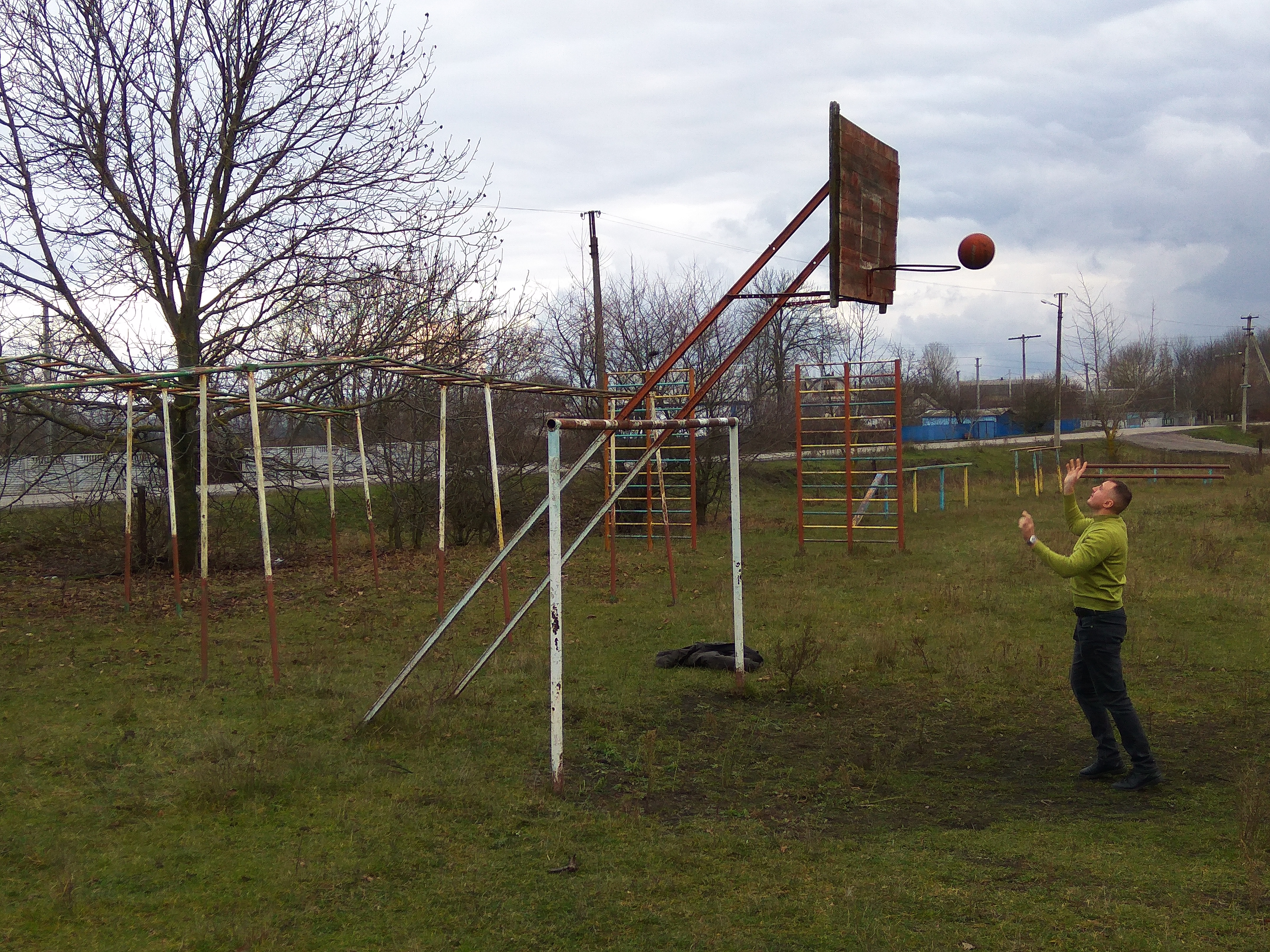
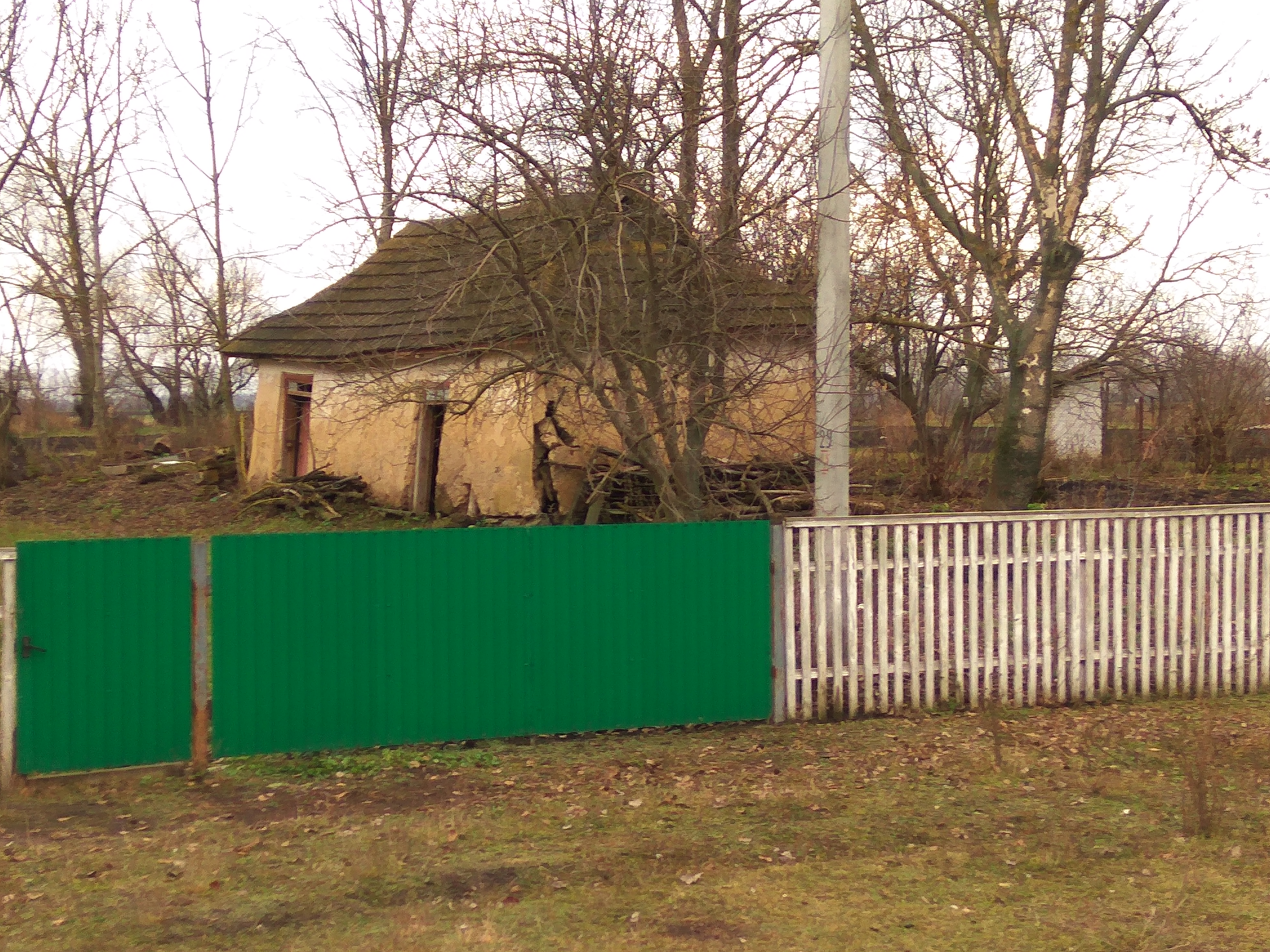
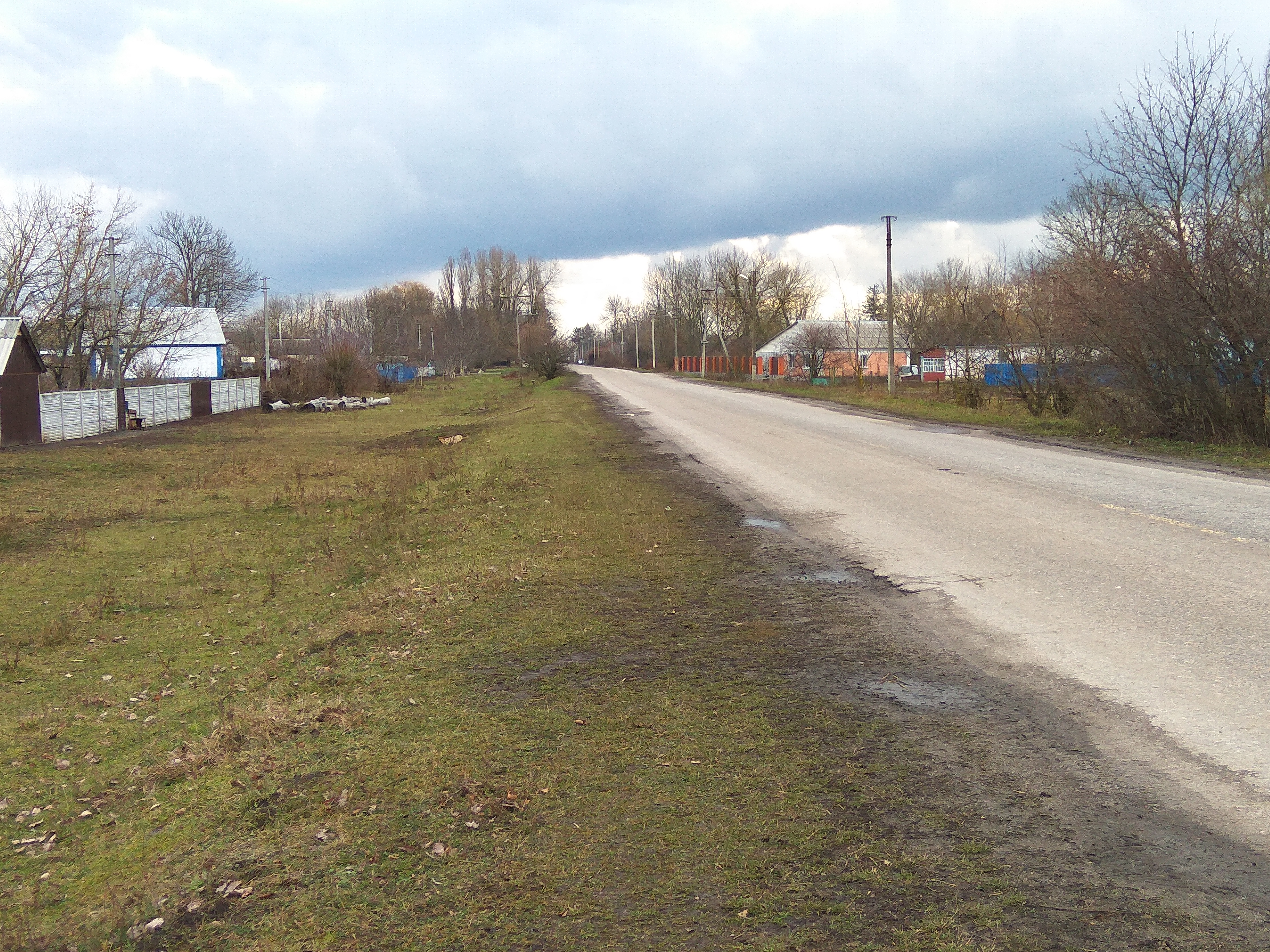
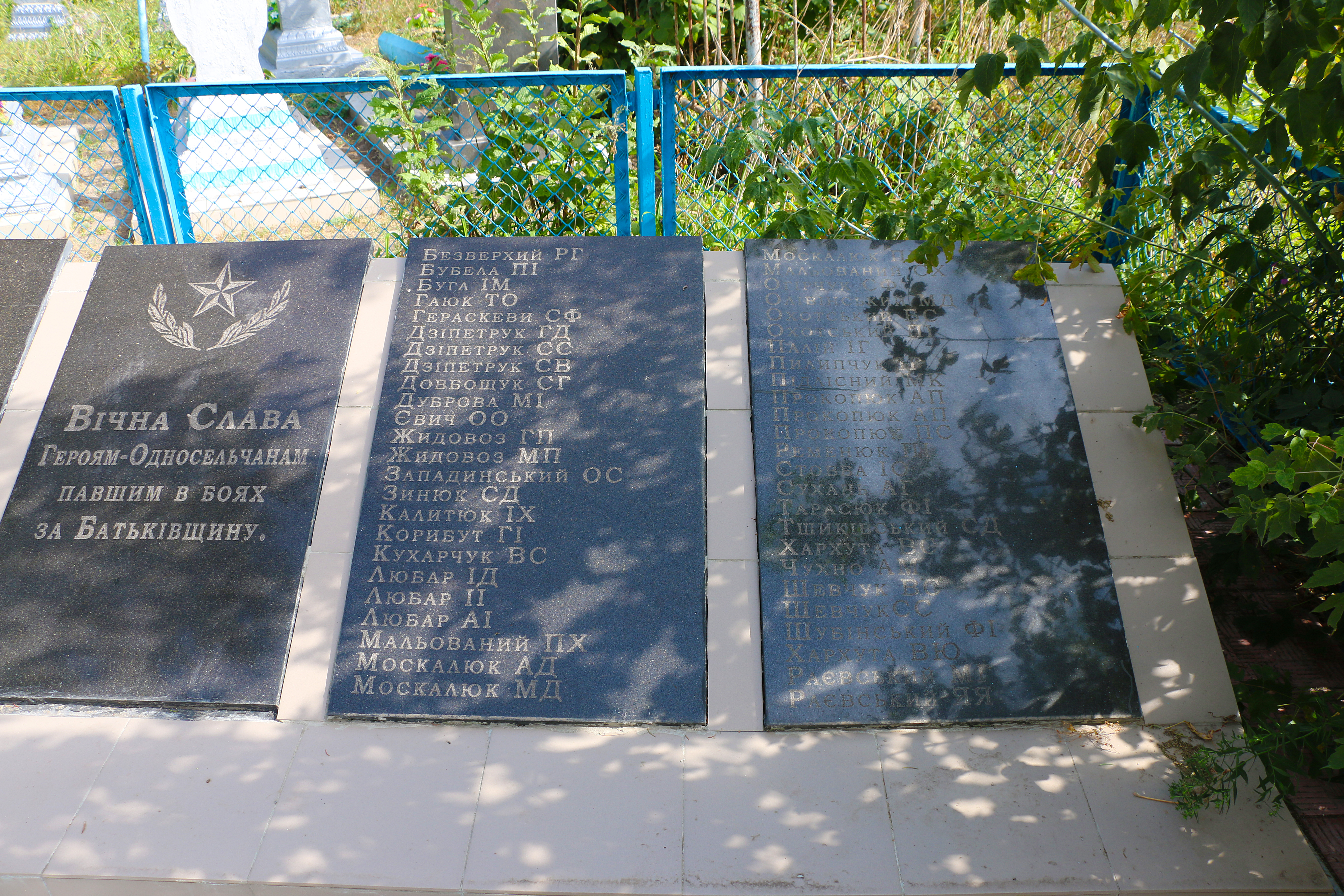
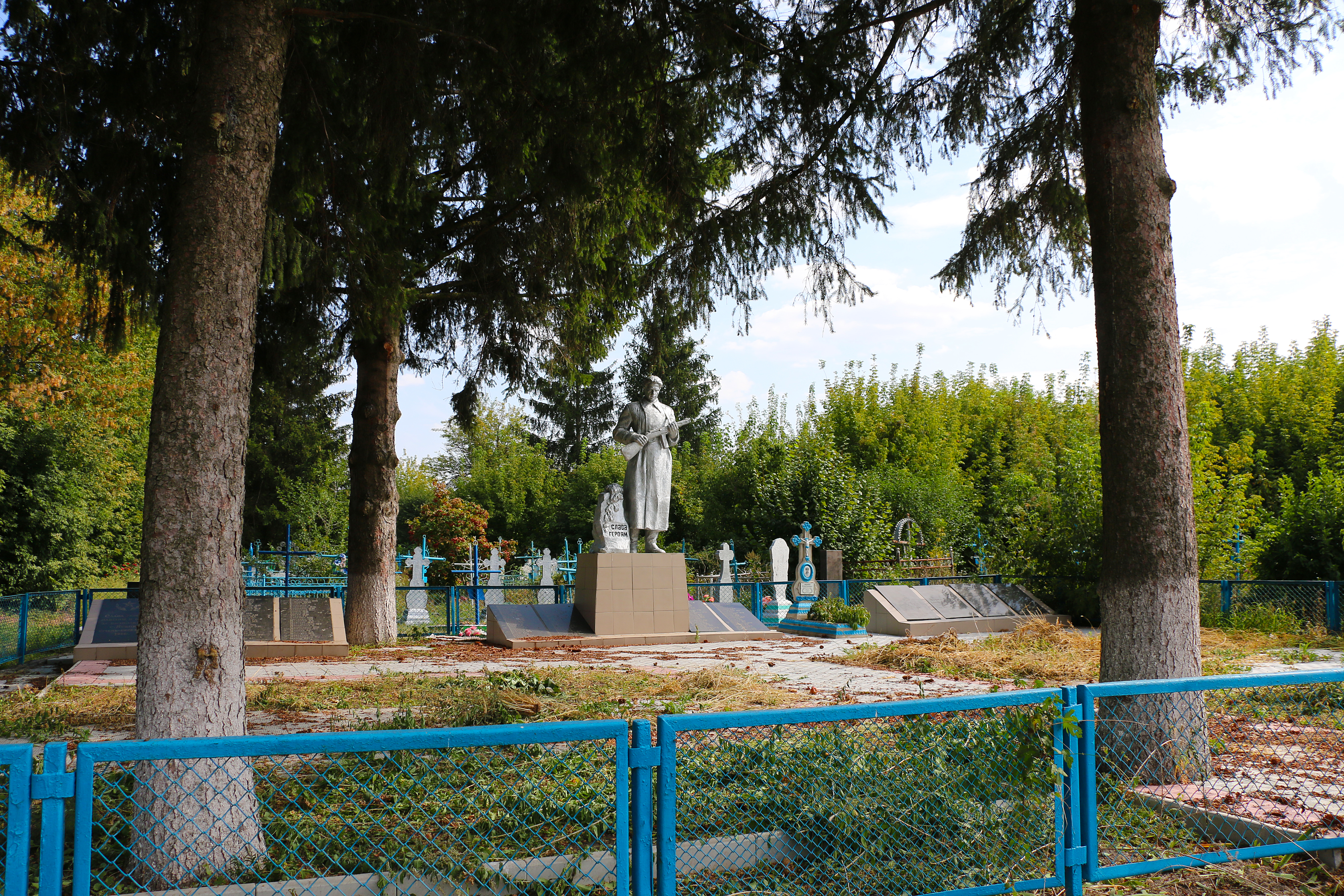
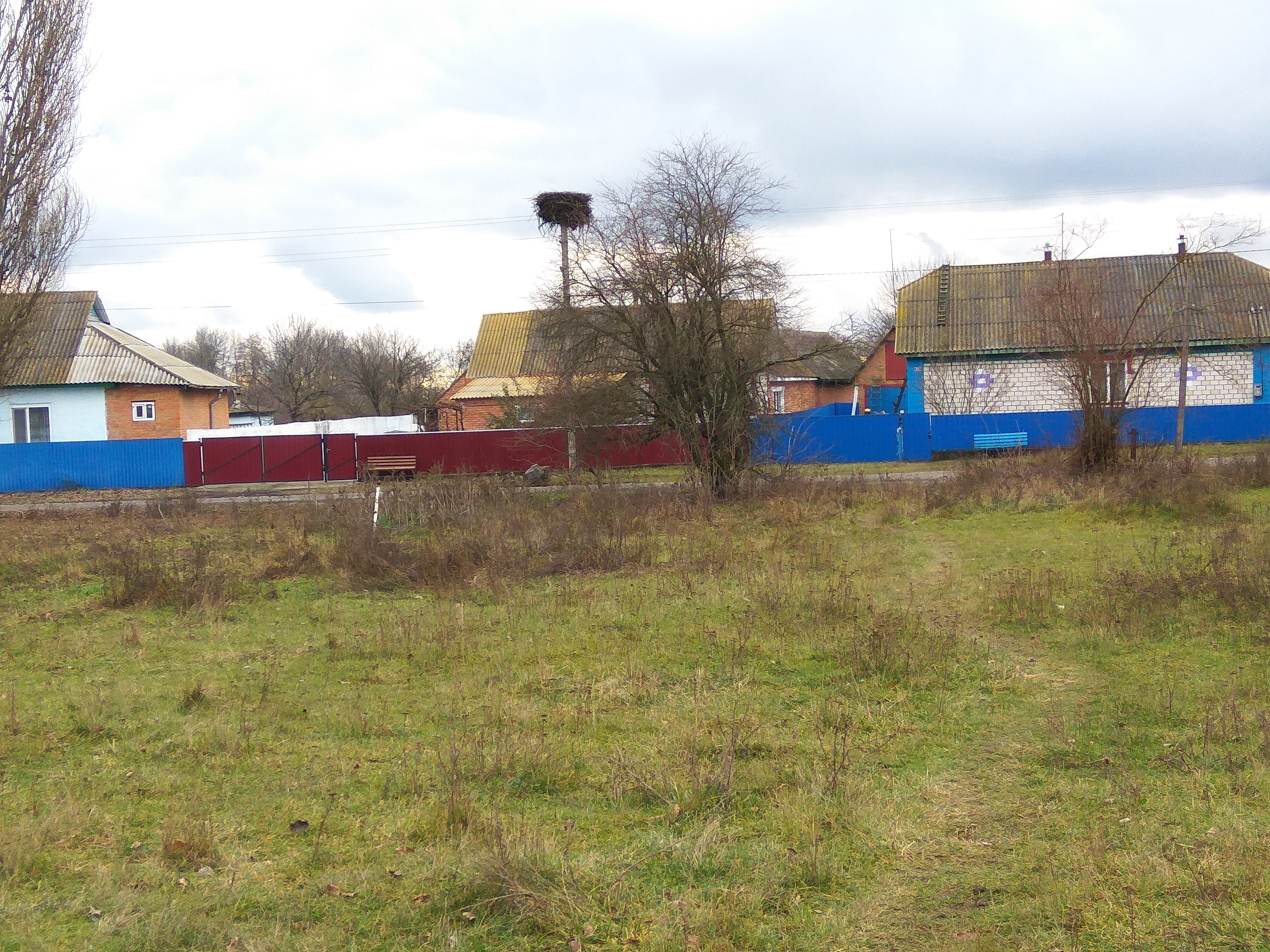